# Presents G.H.E.T.T.O. Stories
Presents G.H.E.T.T.O. Stories é uma compilação do rapper Swizz Beatz, lançada dia 10 de dezembro de 2002 pela gravadora Full Surface Records. O álbum estreou na 50ª posição na parada de álbuns Billboard 200, vendendo 59,000 cópias em sua primeira semana.

## Faixas
| #  | Título                      | Artistas                                                   | Duração |
| -- | --------------------------- | ---------------------------------------------------------- | ------- |
| 1  | The Start (Intro)           | Swizz Beatz                                                | 1:47    |
| 2  | Ghetto Stories              | Swizz Beatz                                                | 3:38    |
| 3  | Big Business                | Jadakiss & Ron Isley                                       | 4:34    |
| 4  | Turn It Up (Interlude)      | Swizz Beatz                                                | 1:45    |
| 5  | Endalay                     | Busta Rhymes & Swizz Beatz                                 | 4:58    |
| 6  | S.H.Y.N.E.                  | Shyne & Mashonda                                           | 4:31    |
| 7  | Ghetto Love                 | Mashonda & LL Cool J                                       | 5:06    |
| 8  | Alien (Skit)                | Swizz Beatz                                                | 2:13    |
| 9  | Good Times                  | Styles P.                                                  | 4:25    |
| 10 | Gone Delirious              | Lil' Kim                                                   | 4:28    |
| 11 | N.O.R.E.                    | N.O.R.E.                                                   | 4:18    |
| 12 | Let Me See Ya Do Your Thing | Baby & Yung Wun                                            | 4:23    |
| 13 | Island Spice                | Eve                                                        | 4:27    |
| 14 | Guilty                      | Bounty Killer & Swizz Beatz                                | 4:42    |
| 15 | Salute Me [Remix]           | Nas, Fat Joe & Cassidy                                     | 3:58    |
| 16 | We Did it Again             | Metallica & Ja Rule                                        | 4:44    |
| 17 | Bigger Business             | Ron Isley, Diddy, Baby, Jadakiss, Snoop Dogg, Cassidy & TQ | 3:57    |

## Posições nas paradas
| Parada musical (2002-2003)       | Melhor posição |
| -------------------------------- | -------------- |
| Billboard 200                    | 50             |
| Billboard Top R&B/Hip-Hop Albums | 10             |